# Charlie Day
Charles Peckham "Charlie" Day (9 de febrero de 1976, Nueva York) es un actor, director, guionista y escritor estadounidense. Es conocido por su papel en Horrible Bosses y en la serie Colgados en Philadelphia, donde conoció a su esposa. En 2020, cocreó la serie de comedia Mythic Quest, de Apple TV+.

## Biografía
Vivió la mayor parte de su infancia en Middletown (Rhode Island) y se graduó en la Portsmouth Abbey School (Rhode Island). Más tarde, asistió al Merrimack College (Massachusetts), donde jugó al béisbol.
Además de interpretar a Charlie Kelly en Colgados en Philadelphia, es el productor ejecutivo del show y uno de sus escritores. También ha aparecido en series como Third Watch, Law & Order, y Reno 911!.
Day está casado, desde 2006, con la actriz Mary Elizabeth Ellis, quien también es parte del elenco de Colgados en Philadelphia. Durante su noviazgo, Day y Ellis aparecieron juntos en Reno 911!, representando ser hermanos incestuosos.
En 2011 interpreta a Dale Arbus, uno de los tres personajes principales, en la película cómica Horrible Bosses, junto a conocidos actores como Jennifer Aniston, Colin Farrell y Jamie Foxx. Dos años después, en 2013, interpreta al Dr. Newton Geizler en la película de robots y criaturas gigantes Pacific Rim.

## Filmografía

### Películas
| Año  | Título                            | Rol           | Notas            |
| ---- | --------------------------------- | ------------- | ---------------- |
| 2001 | Late Summer                       | Trevor        | Cortometraje     |
| 2001 | Campfire Stories                  | Joe Boner     |                  |
| 2002 | Malas Compañías                   | Stoner        |                  |
| 2005 | Love Thy Neighbor                 | Video Clerk   |                  |
| 2008 | A Quiet Little Marriage           | Adam          |                  |
| 2010 | Going the Distance                | Dan           |                  |
| 2011 | Horrible Bosses                   | Dale Arbus    |                  |
| 2013 | Monsters University               | Art           | Voz              |
| 2013 | Pacific Rim                       | Newt Geiszler |                  |
| 2014 | The Lego Movie                    | Benny         | Voz              |
| 2014 | Horrible Bosses 2                 | Dale Arbus    | Protagonista     |
| 2014 | Vacation                          | Guía del río  |                  |
| 2016 | The Hollars                       | Jason         |                  |
| 2017 | Fist Fight                        | Andy Campbell | Protagonista     |
| 2018 | Pacific Rim: Uprising             | Newt Geiszler |                  |
| 2018 | Hotel Artemis                     | Acapulco      |                  |
| 2019 | The Lego Movie 2: The Second Part | Benny         |                  |
| 2023 | Super Mario Bros.: La película    | Luigi         | Voz              |
| 2023 | Fool's Paradise                   | Latte Pronto  | También director |

### Televisión
| Año           | Título                            | Rol                                   | Notas                                                                  |
| ------------- | --------------------------------- | ------------------------------------- | ---------------------------------------------------------------------- |
| 2000          | Mary and Rhoda                    | Mailroom Kid                          | Película de televisión.                                                |
| 2000          | Madigan Men                       | Clerk                                 | Episodio: "Three Guys, a Girl and a Conversation Nook"                 |
| 2001          | Law & Order                       | Jeremy                                | Episodio: "Swept Away – A Very Special Episode"                        |
| 2001–2004     | Third Watch                       | Michael Boscorelli                    | 5 episodios                                                            |
| 2003          | Luis                              | Richie                                | 10 episodios                                                           |
| 2004          | Reno 911!                         | Inbred Twin                           | Episodio: "Not Without My Mustache S2 C7"                              |
| 2005–presente | It's Always Sunny in Philadelphia | Charlie Kelly                         | También productor ejecutivo y escritor.                                |
| 2011          | Saturday Night Live               | Él mismo                              | Episodio: "Charlie Day/Maroon 5"                                       |
| 2012          | Unsupervised                      | Jesse Judge (voz)                     | Episodio: "Jesse Judge Lawncare Incorporated"                          |
| 2012          | Saturday Night Live               | Congressman Fenton Worthington Carrey | Episodio: "Jamie Foxx/Ne-Yo"                                           |
| 2012          | American Dad!                     | Meth Head (voz)                       | Episodio: "Adventures in Hayleysitting"                                |
| 2014          | Drunk History                     | Allan Pinkerton                       | Episodio: "Baltimore"                                                  |
| 2018–2019     | The Cool Kids                     | Chet                                  | 1 episodio, también cocreador, productor ejecutivo y escritor.         |
| 2020–presente | Mythic Quest                      | Spencer                               | Episodio: "Rebrand" También cocreador, productor ejecutivo y escritor. |